# NordStar
NordStar – rosyjska linia lotnicza z siedzibą w Norylsku w Kraju Krasnojarskim. Jej głównym lotniskiem jest Ałykiele.
NordStar powstał w roku 2008 na bazie istniejącej wcześniej linii lotniczej "Tajmyr". Właścicielem od początku był Nornickel (wówczas jeszcze pod nazwą Norilsk Nickel), a głównym celem istnienia linii jest utrzymywanie połączeń pomiędzy okręgiem przemysłowym Norylska, a wieloma rosyjskimi miastami, m.in. Moskwą, Petersburgiem, Krasnojarskiem, Krasnodarem, Soczi, Anapą, Nowosybirskiem, Jekaterynburgiem, Tomskiem i Surgutem. Linia realizuje też międzynarodowe połączenie z Pekinem.
Od 2011 roku NordStar jest największą linią lotniczą w Kraju Krasnojarskim (wcześniej była nią KrasAvia). W 2017 roku firma przeszła międzynarodowy audyt i została wpisana do rejestru IOSA (IATA Operational Safety Audit).
W 2011 r. Nornickel zakupił od Aerofłotu zadłużoną linię lotniczą Nordavia z zamiarem połączenia jej z NordStarem. Fuzja została jednak zablokowana przez rosyjski urząd antymonopolowy. W efekcie Nornickel sprzedał Nordavię w 2016.
W 2022 roku Nornickel pozbył się swoich udziałów w linii lotniczej, które zostały sprzedane jej zarządowi, w tym Łeonidowi Mochowowi, który jest jej prezesem.

## Flota
Flota NordStar składa się z 9 samolotów Boeing 737-800, 1 Boeing 737-300 i 5 ATR 42-500, przystosowanych do warunków panujących na rosyjskiej północy.